# Treos
Treos (llamada oficialmente San Miguel de Treos) es una parroquia y una aldea española del municipio de Vimianzo, en la provincia de La Coruña, Galicia.

## Entidades de población
Entidades de población que forman parte de la parroquia:
- Areosa (A Areosa)
- Carneo (Carnio)
- Colúns
- Arjomil (O Arxomil)
- Quintáns
- Pedra Cuberta
- Sandrejo (Sandrexo)
- Treos
- Treviño
- Jora (Xora)
- Pedra Cuberta
- O Refoxo

## Demografía

### Parroquia
| Gráfica de evolución demográfica de Treos (parroquia) entre 2000 y 2019 |
|                                                                         |
| Datos según el nomenclátor publicado por el INE.                        |

### Aldea
| Gráfica de evolución demográfica de Treos (aldea) entre 2000 y 2019 |
|                                                                     |
| Datos según el nomenclátor publicado por el INE.                    |